# Lenin egy gomba
A Lenin egy gomba! (Lenyin – grib!, oroszul: Ленин – гриб!) 1991-es orosz nyelvű szovjet televíziós műsor, Szergej Kurjohin (1954–1996) és Szergej Solohov (1958–) áldokumentumfilmje, egy médiahoax, a legismertebb orosz médiahack.
A közel egyórás produkció Vlagyimir Iljics Lenin életét és személyi kultuszát, az 1917-es Nagy Októberi Szocialista Forradalomban betöltött szerepét parodizálja. Alapvető célkitűzése bizonyítani: egyfelől a bolsevik hatalomátvétel vezére és teoretikusa hallucinogén „varázsgombákon” élt, s az 1917-es kaotikus események egyfajta pszichedelikus mozgalomnak foghatóak föl. Másfelől pedig annyit evett a szerből, hogy a tudattágítás eredményeképp végül maga is gombává lett...
A televíziós szatírát becslések szerint első alkalommal mintegy 11-12 millió ember látta, a későbbiekben pedig ismétlések révén az egész ország megismerte (értsd: nem tiltották be), idővel videókazettán is megjelent stb. A jól fölépített adásmenet évtizedes szovjet politikai bálványokat fricskáz, nevetségessé teszi a tudatosan gerjesztett Lenin-mitológiát, mintegy deszakralizálja az Alapító Vezért. Egyfajta abszurd humor-produkciónak is fölfogható, tekintve a belezsúfolt rengeteg információból kikerekedő „hülyülést” (ez szó szerint is értendő, lévén a két Szergej többször is röhög a saját ökörködésén). A felvonultatott tényanyagnak csak egy része kitaláció, fikció – sok esetben a valódi szövegközléseket, filmbejátszásokat a műsorvezetők kommentárjai manipulálják, vagy a kontextus torzítja el őket és vesznek mást irányt.
Az áltudományos gondolatmenet abszurd mozzanatai egyszersmind a tömegmédia (televíziózás) közvéleményre kifejtett hatását, valamint a Szovjetunióban akkoriban szerfölött divatos paranormális jelenségekről szóló kiadványokat, műsorokat, előadásokat is kifigurázza. Többek szerint a tévés produkció jelentette szimbolikusan a peresztrojka győzelmét, a cenzúra enyhülését, az igazi szabadság eljövetelét (közéleti tabudöngetés). S részben ez vezetett a Szovjetunió széteséséhez, a birodalom egységének megszűnéséhez. A legismertebb orosz popénekesnő, Alla Pugacsova egyszer beismerte: „Ekkor értettem meg, hogy az országban tényleg kezd beköszönteni a szabadság.” Ezt a „médiadobást” csak ott és akkor lehetett elkövetni, csakis ekkor szólhatott ily hatalmasat – a Szovjetunió 1991-es felbomlása, az egypárturalom megszűnése után, a dekoncentrált média világában, a kereskedelmi televíziózás és a hirtelen jött fogyasztói attitűd erősödésével a politika, pláne a szovjet forradalom mítoszai egyre kevésbé érdekelték a közönséget.

## Létrejötte
A nem sokkal korábban fölvett anyagot 1991. május 17-én adták le a leningrádi tévében. Egy másik nézet szerint már 1991 januárjában sugározták a Szovjetunióban: az eltérés oka lehet, hogy a Lenyin – gribnek kétféle változata ismert (egy 32 perces és egy 60 perces). A Kurjohin rendezte műsor premierjére az Ötödik kerék (Pjatoje koleszo) tévéadás keretében került sor, és óriási visszhangot kapott. (A városi legenda szerint másnap idős bolsevikok küldöttsége követelt magyarázatot az illetékes leningrádi pártszervnél: valóban gombává lett-é Lenin? Az egyszavas „nem” válasz nem elégítette ki őket, így a párttitkár hosszabban is kifejtette: „Nem, mert emlősök nem lehetnek növények!” Ez a válasz magukat az alkotókat is sokkolta…)
Kurjohin egy interjúban elmondta: a tévétréfára holmi összeesküvés-elméletre épülő televíziós adásból nyert ihletet. Ebben a készítők azt bizonygatták, hogy Szergej Jeszenyin költő 1925-ben nem öngyilkos lett, hanem megölték. „Bizonyítéknak” pedig a temetésén készült fotókat mutatták, a hangalámondás pedig ilyesmit sulykolt: „Látják? Ez az ember nem abba az irányba néz, ahová a többiek! Ebből az következik, hogy Jeszenyint megölték…” Kurjohin levonta a végkövetkeztetést: ezzel a „módszerrel” bármiről bármit be lehet bizonyítani, s a felkészületlen médiafogyasztóval bármit el lehet hitetni. Ennek nyomán született meg a Lenin – egy gomba.
A témában elmélyülők búvárlók szerint az ötlet előképe Szolzsenyicin Vörös kerék (Krasznoje koleszo) c. regényfolyama lehetett (1970-es évek), amely 1991 táján kezdett megjelenni a Szovjetunióban. Ennek egyik epizódjában hasonlítja az író Lenint gombához.

## Koncepciója
A kis költségvetéssel készült produkcióról az elején megtudjuk, hogy egy televíziós műsorsorozat első darabja: a Szenzációk és hipotézisek úgymond közismert jelenségeket jár körül új szemszögből, titkokat tár fel.
Az ál-dokumentumfilm valójában egyfajta abszurd hoax, amelynek főbb állításai: a) az 1917-es bolsevik forradalom fő oka Lenin hallucinogén gombák iránti vonzalmában keresendő, b) a túlzott gombafogyasztás oda vezetett, hogy idővel Lenin maga is gombává alakult, c) mindezt eddig eltitkolták a nép elől, d) a jelenség és okozati láncolata „nyilvánvaló”, csak a megfelelő bizonyítékokat kell felsorakoztatni.
A két főszereplő többnyire komoly képpel adja elő a tömény sületlenségeket. Néhányszor azonban elnevetik magukat, ezzel mintegy hiteltelenítve az általuk elmondottakat, ám enélkül is „kilóg a lóláb”. A műsor állításai alapjáraton is nehezen elfogadhatóak, de 1991-ben sokan komolyan vették... Ennek oka, hogy az 1985-ben indult peresztrojka és glasznoszty dacára a Szovjetunió médiája meglehetősen központosított volt, s a közönség túlnyomó többsége évtizedeken át ahhoz szokott, hogy amit a hivatalosság közzétesz, azt feltétel nélkül el kell fogadni (vö. „de hiszen az újság is megírta!”).

## Tartalma
A nagy leleplezés központi figurája Kurjohin, aki saját nevén szerepel, mint ismert politikai aktivista és filmszínész. A beszélgetés során hangsúlyozza: nagy tisztelője az 1917-es forradalomnak, Lenin rajongója, és ezért is kezdett el foglalkozni a témával, nemrég tért vissza Mexikóból. Az általa elővezetett, tudományos körökből származó és újonnan feltárt eredmények egy meghökkentő, ám összességében hihető elmélethez vezettek. Amely hipotézis a bizonyítékok fényében megállja ugyan a helyét, de természetesen szívesen vesz bármely kritikát, hátha más is szolgál új tényekkel, melyek tovább árnyalják a képet etc.
Kurjohin a komoly és megalapozott kutató szerepében lép fel, Solohov pedig az érdeklődő riportert alakítja, aki rendre alákérdez interjúalanyának. A tudományos hihetőség kedvéért az interjú helyszíne egy könyvekkel zsúfolt szoba, a témában nyilatkozó szakértő beszédét kéretlen telefoncsörgések szakítják meg, amelyeket azonnal leszerel, mert semmi sem lehet fontosabb az igazság feltárásánál, a riporter időközben szemüveget vesz föl (a komolyságot, olvasottságot sugallandó) stb. A konkrét politikai események taglalásán túl a szovjet forradalom szimbolikájára is kitérnek, a munkás-paraszt szövetséget jelképező sarló és kalapácsra (ezek többek közt a szovjet címerben is helyet kaptak). Állításuk szerint Vera Muhina 1936-os, gigantikus méretű szobra, a Munkás és kolhozparasztnő eredeti koncepciója is más alapokra épült. A megvalósult változatban a munkás kezében pörölyt tart, a kolhoznyica pedig sarlót – a két tárgy eredetileg gomba és kés (kacor) lett volna, amellyel az erdőjáró gombászok a gombák begyűjtésekor átvágják annak tönkjét. A szimbolika egyértelmű...
A két „oknyomozó” azt bizonygatja, hogy Vlagyimir Iljics – az utóbb Carlos Castaneda nyomán szélesebb körben is megismert – pszichotróp gombák fogyasztása révén robbantotta ki a Nagy Októberi Szocialista Forradalmat. Elég megnézni a régmúlt korok mexikói indián kultúráinak fennmaradt művészi emlékeit. Az ott freskókon ábrázolt mozgalmasság – amely a transzba esett indiánok (vö. pszichedelikus sámánizmus) tömeges ábrázolásában érhető tetten – kísértetiesen emlékeztet az 1917-es szentpétervári események kaotikusságára. Mindkét jelenség alapvető jellemzője, hogy primitív fegyverekkel felszerelt, vezetőik ellen lázadó dühödt tömeget ábrázol, s így a mexikói freskók nyilvánvaló analógiául szolgálnak az 1917-es oroszországi eseményeknek. Amerikai akusztikai kutatásokra hivatkozva közli: a gomba ugyanolyan hangokat ad ki, mint a rádióhullámok, tehát a gomba valójában rádióhullám (és így persze Lenin is az)! A Korán is szóba kerül, amely a zsidók számára éppenséggel csupán szombaton engedélyezi a gombák fogyasztását – ugye, milyen érdekes, tanulságos, egyértelmű? És így tovább...
A koncepció alátámasztására rengeteg „bizonyítékot” vonultatnak föl, kezdve a Leninre vonatkozó kitalált életrajzi vonatkozásoktól és (hangalámondással) manipulált archív filmfelvételektől, ill. a környezetében felbukkanó figurák „átszabásától”, holmi „hiteles szakértők” megszólaltatásán át célzatosan bevágott játékfilm-részletekig és gombás ételek emlegetéséig. Külön kiemelve hogy a Lenin (mozgalmi álnév), a 'lenyin' orosz hangsor visszafelé olvasva 'ninyel', ami egy ízletes francia gombás előétel neve etc. (Ez nem igaz, viszont a Nyinyel egy a szovjet időkben létező női keresztnév volt, ami valóban a Lenin névalak visszafelé olvasásán alapult. Idővel számos hölgy megváltoztatta effajta keresztnevét, többnyire Nellyre.) Ezenfelül fontos tudnivaló, hogy a gombák maguk is bírnak személyiséggel, akárcsak az ember, ám a világforradalom vezére olyan sok gombát (többek közt légyölő galócát) evett, hogy a gomba személyisége kiszorította belőle az emberit. Így Lenin minden tekintetben „megbolondgombásodott”.
Az adás mondhatni, midőn Kurjohin egy szemléltető rajz segítségével bebizonyítja: a bolsevik vezérhez köthető egyik legismertebb toposz sem más, mint az „elgombásodó Lenin” figurájának soron következő állomása. A „Lenin egy páncélautó tetejéről beszédet intéz a forradalmi tömeghez” című kép alapos elemzés után feltárja valódi jelentését: a speciális harci jármű alakjának oldalmetszete megtévesztésig úgy néz ki, mint a gombák föld alatti tenyészteste – ámde mindez nem fedi le az egész élőlényt, mert valami még hiányzik. A talaj fölötti termőtest! Ami maga Lenin. Tehát ha a páncélautó (földalatti tenyésztest) tetejére helyezzük a termőtestet (Lenin), megkapjuk egy gomba (konkrétabban: légyölő galóca, „muhomor”) teljességét!
A főszereplők (Kurjohin és Solohov) a mindvégig szellemes és hihetőnek beállított groteszk átverés-láncolat szófolyamát interjúkkal, mozgóképekkel, fotók bemutatásával tarkítják. A „szenzációs tényeket” magától értetődőnek veszik, „cáfolhatatlan bizonyítékokkal” (filmbejátszások, Lenin írásaiból vett idézetek, fehérköpenyes „tudós” által elővezetett valótlanságok stb.) támasztják alá. Slusszpoén gyanánt pedig maga Lenin is feltűnik egy rövid snitt erejéig: az őt alakító színész – háttérben légyölő galócákkal… – arról nyilatkozik kedélyeskedőn, hogy „Szeretem begyűjteni a gombákat, szeretem pucolni őket, szeretem elkészíteni őket és szeretem megenni!”

## Utóélet, kultusz, mém
- A televíziós adás hamarost kultikus státuszba emelkedett, a „Lenin egy gomba!” kitétel jóformán egész Oroszországban ismert lett és napjainkban is használják a mindennapokban. Az internetes korban pedig sorra jelennek meg mémek a témában (Lenin és bármiféle gomba-motívum kreatív kapcsolata, lásd pl. az orosz mémpédiát).[11]
- Idővel saját honlapot is kapott[12] (a kezdőképen Lenin-szobrok előterében látható, különálló betűkből összemontázsolt felirat jelentése: „Lenin nem vezér, hanem egy gomba”).
- Egy másik honlap[13] csupán egy lebutított animációt ismétel a végtelenségig: gombahabzsoló és ennek nyomán színesen villogó Lenin-fejjel. Valamint néhány abszurd, zavaros frázist, mondattöredéket is olvashatunk. A nagybetűs lózung pedig a szovjet idők hivatalos Lenin-kultuszának egyik alapmondata (Majakovszkij „Lenin élt, Lenin él, Lenin élni fog!”-jának) parafrázisra – gombafrázisa. Szabad fordításban: „Lenin gomb, Lenin gomba, Lenin gomba fog.”
- A szentpétervári The Grand Astoria pszichedelikus együttes Lenin Was A Mushroom szerzeményének előadása 2010-ből (stílusosan a Gribojedov zenei klubban – a 19. századi orosz íróról elnevezve, nevének jelentése: „gombaevő”).
- A Lenyin – grib c. dalt (Jaroszlav Mandrika szerzeménye, 2012-es felvétel) is a tévéműsor ihlette.[14]